# 필립 길버트 (배우)
필립 길버트(Philip Gilbert, 1931년 3월 29일 ~ 2004년 1월 6일)는 캐나다의 배우, 영화배우, 텔레비전 배우이다.
밴쿠버에서 태어났다.

## 영화
- 슈퍼맨 3 (1983년)
- 죽음을 부르는 여인 (1965년)
- 리치 포 더 스카이 (1956년)